# موريسيت آمون
يوهان موريسيت داوج آمون (من مواليد 2 يونيو 1996)، اشتهرت باسمها المسرحي موريسيت، مغنية وشخصية تلفزيونية فلبينية اشتهرت لأول مرة عندما حصلت المركز الثاني في ستار فاكتور على قناة تي في 5 الفلبين حين كان عمرها 14 عامًا. وفي عام 2012، ظهرت آمون على المسرح الاحترافي لأول مرة في إنتاج مرجع الفلبين لديزني كامب روك. شاركت في الموسم الأول من برنامج صوت الفلبين على قناة أي بي إس-سي بي إن عام 2013، حيث أصبحت جزءً من فريق ساره جيرونيمو.
ولدت ونشأت في مدينة سيبو. أصبحت آمون فنانة مسجّلة في ستار ميوزيك في أوائل عام 2014، وقد أصدرت ألبومها الأول بعنوان «موريسيت» في مارس 2015. تم تصنيفها على أنها «المغنية الكبيرة التالية». في يناير 2014، صارت رسميا جزءً من أي بي إس-سي بي إن في برنامج يوم الاحد لما بعد الظهر، ASAP، وقُدمت كواحدة من «المغنيات المحليات»، والتي أصبحت في النهاية «ASAP بيريت كوينز».
إنها أول فنانة فلبينية تمتلك قناة في-لايف الخاصة بها، وهي خدمة بث فيديو مباشر كورية جنوبية شهيرة للمشاهير.
حصلت موريسيت على جائزة أفضل فنانة تسجيل جديدة للعام في حفل توزيع جوائز PMPC السابع للموسيقى في نوفمبر 2015 عن ألبومها موريسيت. حصلت على أفضل فنانة العام على جوائز MOR Pinoy الموسيقية في أغسطس 2016. أقامت أول حفل موسيقي كبير لها، والذي بيع بالكامل، في متحف الموسيقى في 13 أغسطس 2016.